# Fay McKenzie
Fay McKenzie, właśc. Eunice Fay McKenzie (ur. 19 lutego 1918 w Los Angeles, zm. 16 kwietnia 2019 tamże) – amerykańska aktorka filmowa.

## Kariera
Urodziła się w Hollywood jako córka Evy (1889-1967) i Roberta (1880-1949) McKenzich, pary związanej z przemysłem filmowym. Oboje byli aktorami; ojciec także reżyserował i pisał scenariusze. Fay mając 10 tygodni pojawiła się w filmie Station Content (1918), w którym jej matką była Gloria Swanson. Jeszcze jako dziecko; w latach 1921-24 wystąpiła w 4 filmach niemych (m.in. w biograficznej produkcji o życiu prezydenta Lincolna). Po 10-letniej przerwie, kiedy to skupiła się na edukacji; w 1934 zaczęła regularnie pojawiać się w filmach. W latach 30. wystąpiła w kilkunastu produkcjach grając zwykle role drugoplanowe. Swój największy aktorski sukces odniosła na początku lat 40., kiedy to podpisała kontrakt z wytwórnią Republic Pictures. W latach 1941-42 zagrała w 5  niskobudżetowych westernach partnerując Gene'owi Autry, który kreował postać tzw. śpiewającego kowboja. Były to: Down Mexico Way (1941), Sierra Sue (1941), Heart of the Rio Grande (1942), Cowboy Serenade (1942), Home in Wyomin' (1942). Filmy te spotkały się wówczas ze sporą popularnością i Fay zdobyła rzeszą fanów.
W kolejnych latach zrezygnowała jednak ze współpracy z Republic Pictures i poświęciła się pracy w teatrze; grała także na Broadwayu. W czasie II wojny światowej angażowała się także w występy mające wspierać wysiłki wojenne żołnierzy. Brała udział w tournée, w trakcie którego bawiła i zagrzewała do walki; występując m.in. z Bobem Hopem, Bingem Crosbym, Jamesem Cagneyem, Carym Grantem, Genem Autry oraz Laurelem i Hardym. Po wojnie wycofała się z aktorstwa poświęcając się głównie wychowaniu dzieci. Jednakże w latach 50. podjęła jeszcze studia aktorskie w Actors Studio Lee Strasberga. Występowała także w audycjach radiowych w duecie z Groucho Marxem. W kolejnych latach udało jej się zagrać jedynie niewielkie role w kilku filmach Blake’a Edwardsa; bliskiego przyjaciela Jej i jej męża. W 1961 pojawiła się również w jednym z odcinków serialu Bonanza.

## Życie prywatne
Była dwukrotnie zamężna. W 1946 poślubiła aktora Steve’a Cochrana. Małżeństwo jednak szybko zakończyło się rozwodem. Od 1948 Jej mężem był scenarzysta filmowy Tom Waldman (zmarł w 1985). Mieli dwoje dzieci.

## Filmografia
- Station Content (1918; z udziałem Glorii Swanson) jako dziecko
- Dramatyczne życie Abrahama Lincolna (1924) jako Sarah Lincoln, siostra prezydenta Abrahama Lincolna
- Ride 'Em Cowboy (1936; z udziałem Abbotta i Costello) jako młoda dziewczyna kupująca znaczki
- Assassin of Youth (1937) jako Linda Clayton
- Death Rides the Range (1939) jako Letty Morgan
- Zdobywca (1939) jako młoda dziewczyna
- Gunga Din (1939) jako dziewczyna na przyjęciu
- Ten cudowny świat (1939) jako gość
- Kiedy jechali Daltonowie (1940) jako Hannah
- Down Mexico Way (1941) jako Maria Elena Alvarado
- Sierra Sue (1941) jako Sue Larrabee
- Heart of the Rio Grande (1942) jako Alice Bennett
- Cowboy Serenade (1942) jako Stephanie „Steve” Lock
- Home in Wyomin' (1942) jako Clementine Benson
- Zapamiętaj Pearl Harbor (1942) jako Marcia Porter
- Dzień i noc (1946) jako piosenkarka
- Bonanza (1959-73; serial TV) jako Victoria Gates (gościnnie, 1961)
- Śniadanie u Tiffany’ego (1961) jako kobieta na przyjęciu uśmiechająca się do lustra
- Próba terroru (1962) jako kierowniczka szpitala
- Przyjęcie (1968) jako Alice Clutterbuck
- S.O.B. (1981) jako kobieta na plaży